# Loaded (песня Primal Scream)
«Loaded» — песня шотландской рок-группы Primal Scream, выпущенная в феврале 1990 года ведущим синглом с третьего студийного альбома группы, Screamadelica (1991). Она является ремиксом ранее записанной песни группы под названием «I’m Losing More Than I’ll Ever Have».
В 2014 году журнал NME поместил песню на 59 позицию в списке «500 величайших песен всех времён».

## Вдохновение и композиция
Primal Scream пригласили Эндрю Уэзеролла после положительной рецензии на второй альбом Primal Scream в футбольном журнале Boys Own. Он попросил сделать ремикс песни «I’m Losing More Than I’ll Ever Have» с одноимённого второго альбома группы, Primal Scream и сразу же, после второй или третьей попытки, родилась песня Loaded — во время первого его визита на звукозаписывающую студию.

## Выпуск сингла
Сингл был выпущен в феврале 1990 года за 18 месяцев до издания альбома в октябре 1991 года. Он был на около 3 минут короче альбомной версии.
«Loaded» добрался до 16 позиции в хит-параде UK Singles Chart.
Музыкальный журнал Muzik назвал песню одной из 50 наиболее влиятельных танцевальных записей, описав её как «без сомнений, лучшая инди-танцевальная запись всех времён … чем-то похожая на „Sympathy for the Devil“ для поколения Е».

## Хит-парады
| Хит-парад (1990)                | Лучшая позиция |
| ------------------------------- | -------------- |
| Нидерланды (Dutch Top 40)       | 27             |
| Нидерланды (Single Top 100)     | 31             |
| Великобритания (OCC UK Singles) | 16             |
| US Billboard Modern Rock Tracks | 19             |